# Wiersdorf (Eifel)

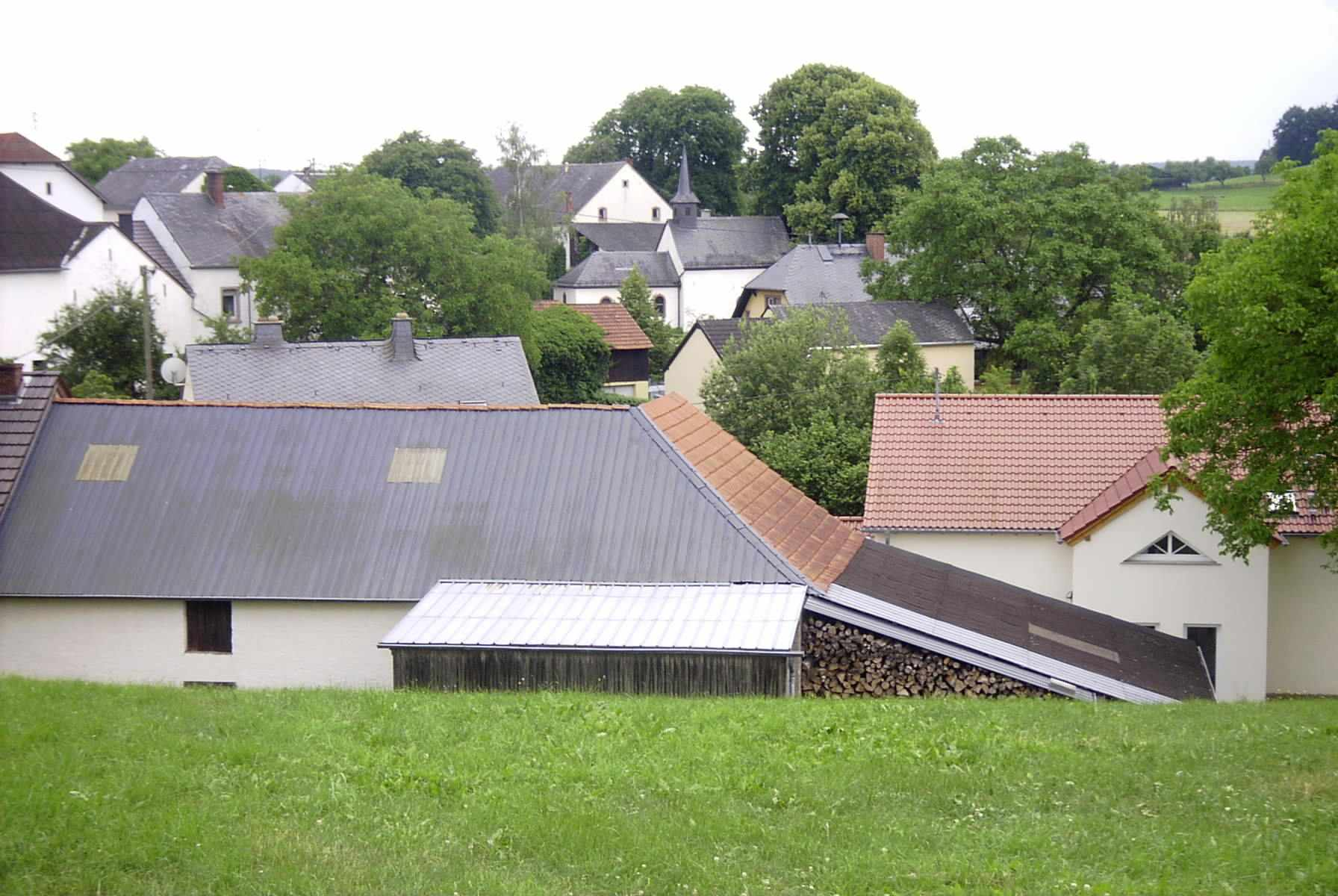
Wiersdorf

Wiersdorf ist eine Ortsgemeinde im Eifelkreis Bitburg-Prüm in Rheinland-Pfalz. Sie gehört der Verbandsgemeinde Bitburger Land an.

## Geographie
Wiersdorf liegt in der Südwesteifel, etwa 10 km nordwestlich der Kreisstadt Bitburg. Das Gemeindegebiet erstreckt sich in einer zur Prüm hin abfallenden Mulde und wird im westlichen Bereich vom Stausee Bitburg eingenommen. Von der 4,06 km² großen Gemarkung sind 62,3 % Landwirtschaftsfläche, 21 % sind bewaldet (Stand: 2017). Zu Wiersdorf gehören auch ein Teil des Weilers Rittersdell und der Wohnplatz Im Pfaffendell.
Nachbarorte sind die Ortsgemeinden Biersdorf im Norden, Ließem im Nordosten und Rittersdorf im Südosten, die Wißmannsdorfer Ortsteile Hermesdorf im Süden und Koosbüsch im Westen, sowie die Ortsgemeinde Hamm im Nordwesten.

## Geschichte
Wie ein Großteil des Bitburger Landes war das Wiersdorfer Gemeindegebiet schon in der römischen Zeit besiedelt. Die Römer bauten in Wiersdorf eine ausgedehnte Villenanlage, die in sechs Bauphasen zwischen dem 1. und 4. Jahrhundert entstand. Ende der 1970er Jahre entdeckte man zudem ein zerstörtes römisches Heiligtum nordöstlich von Wiersdorf. Erhalten sind lediglich geringe Sandsteinreste eines Altaroberteils, ein Sockel und zwei Reliefquader, die auf der Vorderseite jeweils Viktoria auf einer Kugel zeigen, während auf den Schmalseiten ein nackter, bekränzter Genius dargestellt ist, der ebenfalls auf einer Kugel steht. Die Reliefs werden in die 1. Hälfte des 3. Jahrhunderts datiert. Aus der Frankenzeit zeugen Reihengräber im Bereich „Bergkessel“.
Die erste urkundliche Erwähnung des Ortes als „Veresdorph“ erfolgte 893 im Prümer Urbar. Wiersdorf gehörte bis zur französischen Zeit Ende des 18. Jahrhunderts gemeinsam mit dem Nachbarort Biersdorf zur Herrschaft Hamm im Herzogtum Luxemburg. Die Inbesitznahme des Linken Rheinufers durch französische Revolutionstruppen beendete die alte Ordnung. Der Ort wurde von 1798 bis 1814 Teil der Französischen Republik (bis 1804) und anschließend des Französischen Kaiserreichs, zugeordnet der Mairie Biersdorf im Arrondissement Bitbourg (Bitburg) des Departements der Wälder. Nach der Niederlage Napoleons kam Wiersdorf aufgrund der 1815 auf dem Wiener Kongress getroffenen Vereinbarungen zum Königreich Preußen und gehörte nun zum Kreis Bitburg des Regierungsbezirks Trier, der 1822 Teil der neu gebildeten preußischen Rheinprovinz wurde. Aus der Mairie wurde die Bürgermeisterei Biersdorf, die 1856 in die Bürgermeisterei (später Amt) Bickendorf aufging.
Als Folge des Ersten Weltkriegs war die gesamte Region dem französischen Abschnitt der Alliierten Rheinlandbesetzung zugeordnet. Nach dem Zweiten Weltkrieg wurde Wiersdorf innerhalb der französischen Besatzungszone Teil des damals neu gebildeten Landes Rheinland-Pfalz. Im Zuge der rheinland-pfälzischen Kommunalreform wurde der Ort 1970 der neu gebildeten Verbandsgemeinde Bitburg-Land zugeordnet, die wiederum zum 1. Juli 2014 in die Verbandsgemeinde Bitburger Land aufging.

## Politik

### Gemeinderat
Der Gemeinderat in Wiersdorf besteht aus sechs Ratsmitgliedern, die bei der Kommunalwahl am 9. Juni 2024 in einer Mehrheitswahl gewählt wurden, und dem ehrenamtlichen Ortsbürgermeister als Vorsitzendem.

### Bürgermeister
Stefan Theis wurde am 12. August 2019 Ortsbürgermeister von Wiersdorf. Da bei der Direktwahl am 26. Mai 2019 kein gültiger Wahlvorschlag eingereicht wurde, oblag die Neuwahl des Bürgermeisters gemäß rheinland-pfälzischer Gemeindeordnung dem Rat, der sich für Theis entschied. Bei der Direktwahl am 9. Juni 2024 wurde er als einziger Bewerber mit einem Stimmenanteil von 76,3 % für weitere fünf Jahre in seinem Amt bestätigt.
Sein Vorgänger Leo Hülpes hatte das Amt zehn Jahre ausgeübt.

### Wappen
| Wappen von Wiersdorf | [ 13 ] |
| Wappen von Wiersdorf | Wappenbegründung: Für die jahrhundertelange Zugehörigkeit zur luxemburgischen Herrschaft Hamm steht der rot-silberne Zinnenschnitt im Schildhaupt. Der Markus-Löwe im unteren Teil des Gemeindewappens symbolisiert den Kirchen- und Ortspatron St. Markus. |

## Sehenswürdigkeiten
Die Filialkirche St. Markus stammt aus dem Jahre 1746 und enthält einen nach 1587 erbauten Chor und ein wertvolles hölzernes Altarretabel von 1740. Die Außenwände werden von Sandsteinreliefs aus 1600 geschmückt, die die sieben Fußfälle zeigen. In den Jahren 1979/1980 wurde die Kirche umfassend restauriert. Die Maßnahmen beinhalteten u. a. eine Wiederherstellung der Raumfassung aus der Zeit der Jahrhundertwende.

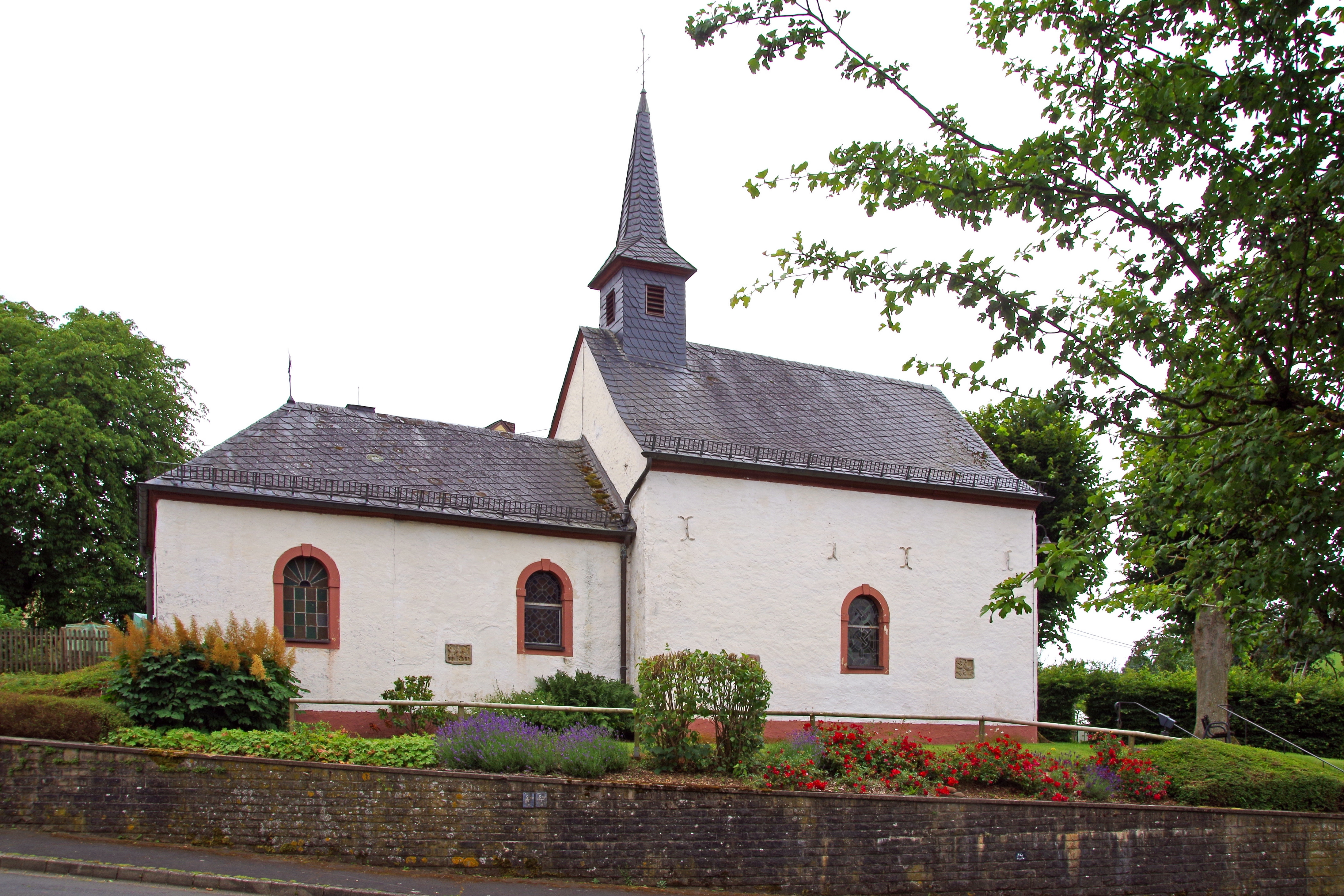
St. Markus und St. Johannes der Täufer
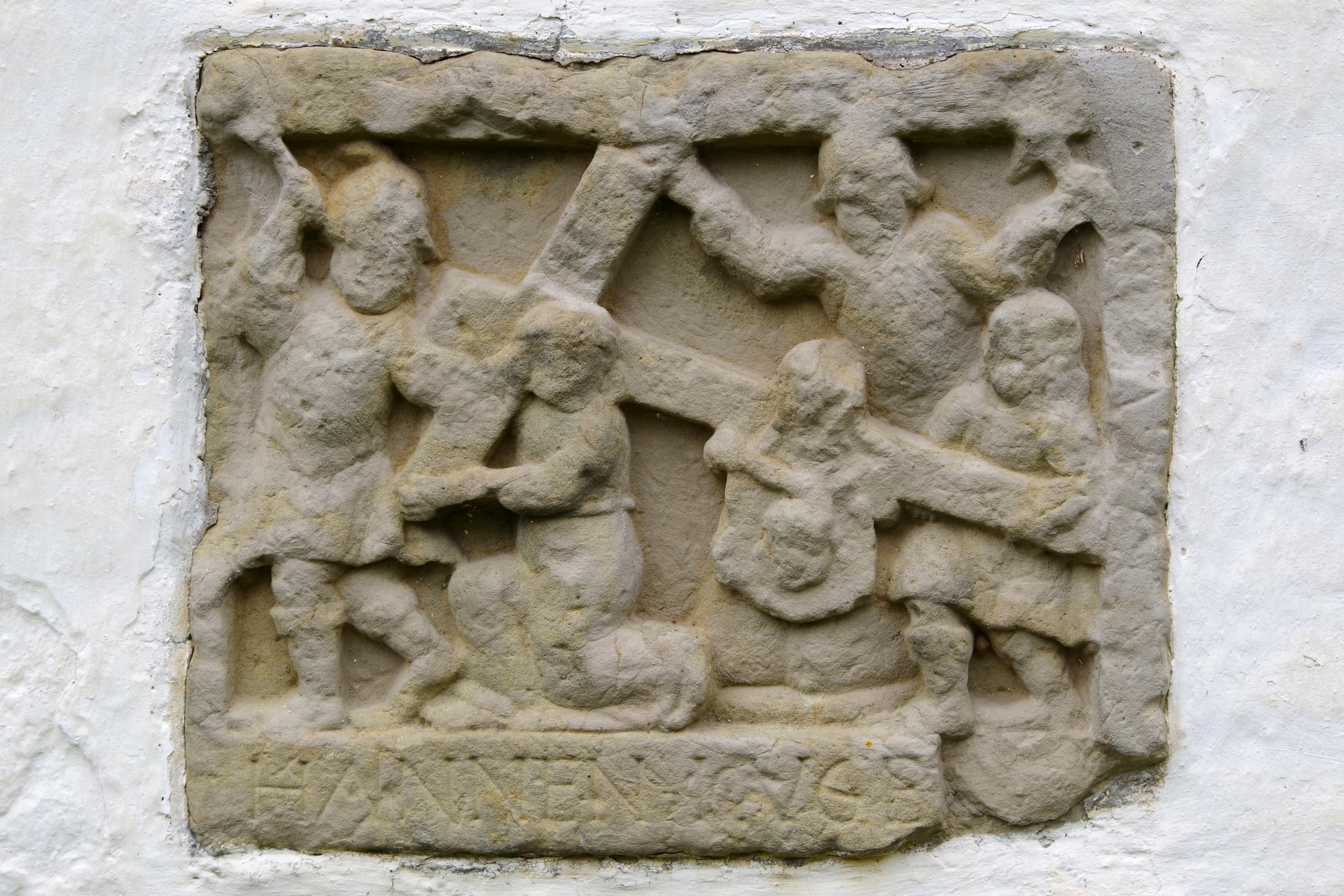
Sandsteinrelief (1600)
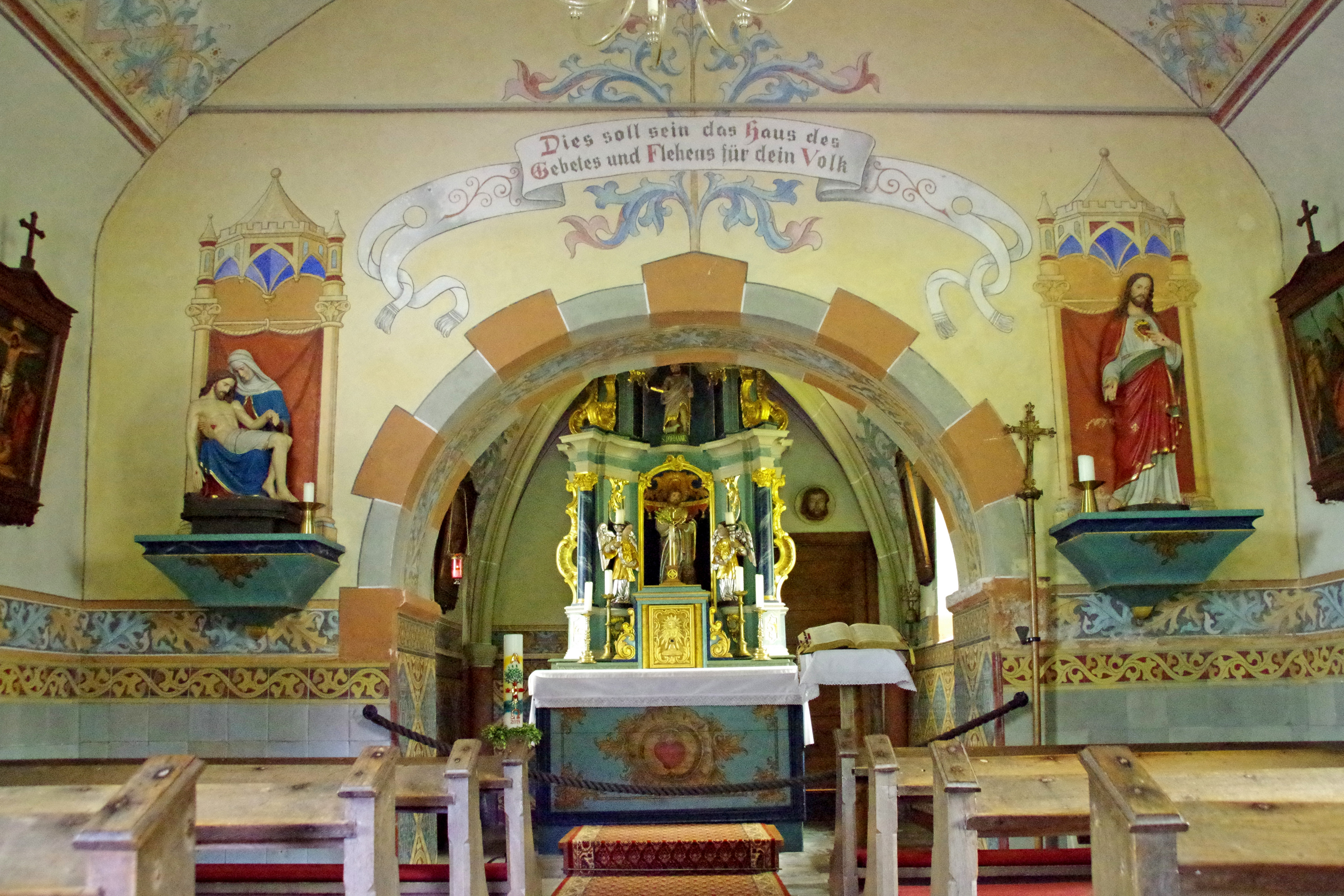
Innenraum
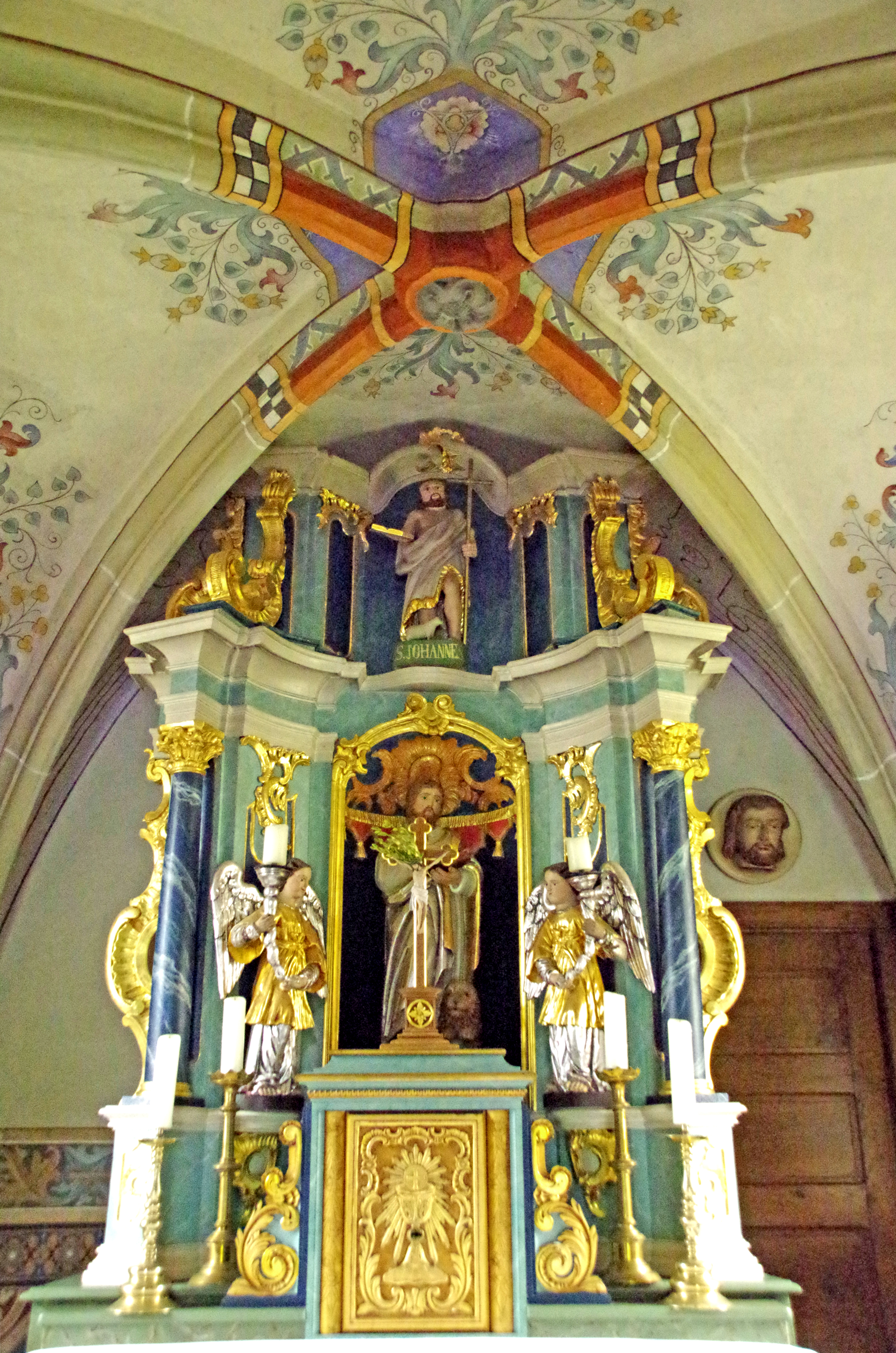
Altarretabel (1740)
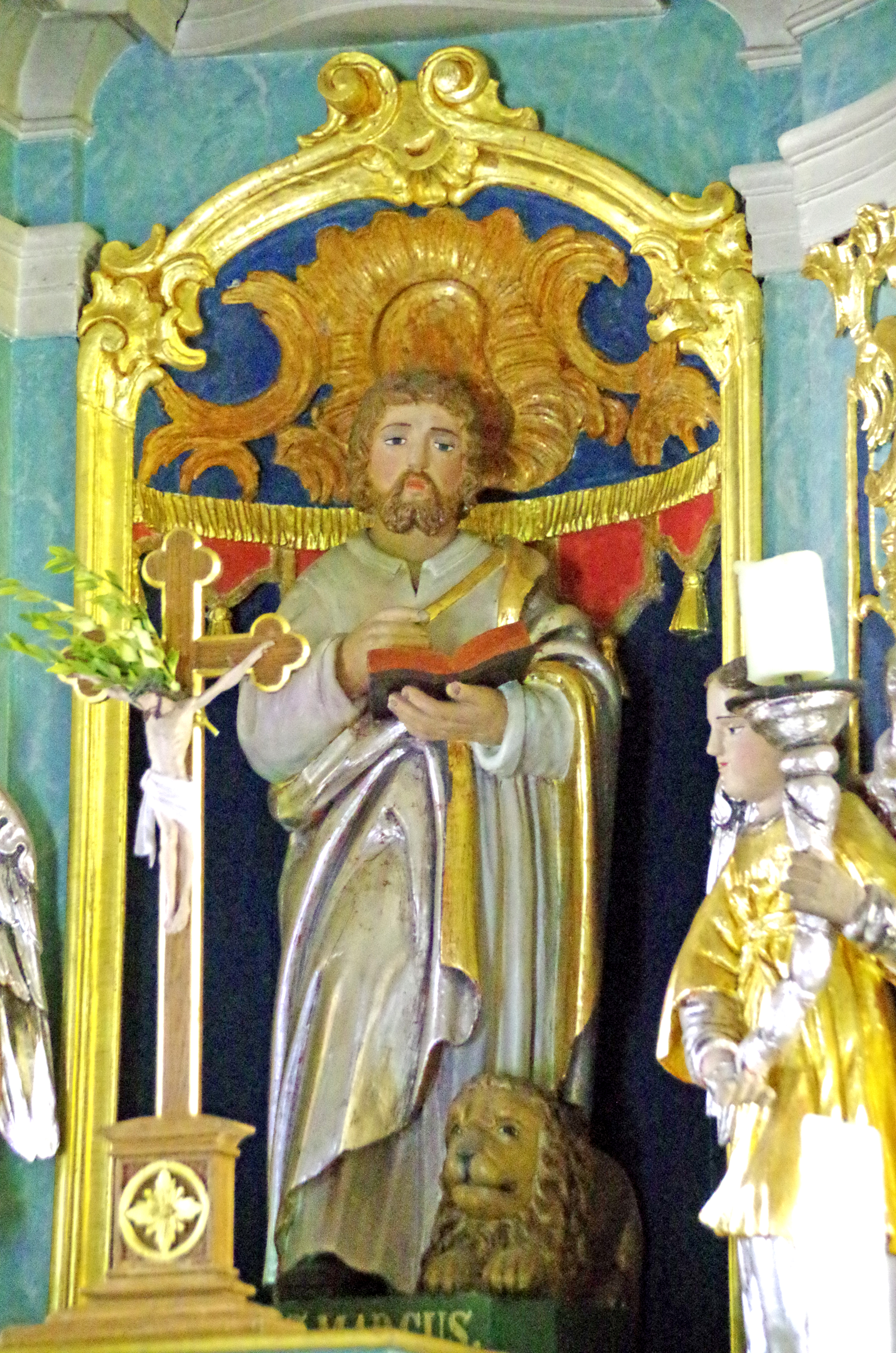
Statue St. Markus

Ein weiterer Sakralbau ist die Kapelle „Einsiedelei“ auf einem Wiesenhang westlich der Prüm. Das heute als Kulturdenkmal ausgewiesene Gebäude wurde 1923 von Jakob Leisen erbaut. Unterhalb der Kapelle entstand 1927 eine Lourdes-Grotte, 1929/30 eine Mariensäule aus roten Sandsteinquadern und 1931 ein 14 Stationen umfassender Kreuzweg des Bildhauers Franz-Josef Leisen. Unter anderem aufgrund der ruhigen Lage wird die Kapelle des Öfteren für Prozessionen aus den benachbarten Pfarrgemeinden genutzt.

## Wirtschaft und Infrastruktur

### Wirtschaft
Wiersdorf ist in wirtschaftlicher Hinsicht eine ausgesprochen landwirtschaftlich geprägte Gemeinde. In diesem Sektor sind 10 Haupterwerbsbetriebe vorhanden. Die Erzeugnisse der auf dem Gemeindegebiet verteilten Streuobstwiesen werden in den Brennereien zu Eifeler Obstlern weiterverarbeitet. Ein zweites wirtschaftliches Standbein ist der Fremdenverkehr, der durch den nahegelegenen Stausee Bitburg begünstigt wird. Die meisten Erwerbstätigen sind in Bitburg, dem Raum Trier oder in Luxemburg beschäftigt.

### Verkehr
Wiersdorf liegt am Rande der Landesstraße 7. Im Ort zweigt die Kreisstraße 72 in nördlicher Richtung ab.